# Jurij Chaczaturow
Jurij Chaczaturow (orm. Յուրի Խաչատուրով, ur. 1 maja 1952 w Tetri Ckaro) – radziecki i ormiański wojskowy, generał pułkownik, Szef Sztabu Sił Zbrojnych Republiki Armenii (2008–2016), sekretarz generalny Organizacji Układu o Bezpieczeństwie Zbiorowym (2017–2018).

## Wczesne lata
Urodził się 1 maja 1952 roku w Tetri Ckaro na terenie Gruzińskiej SRR. Po ukończeniu liceum w Tetri Ckaro w 1969 roku wstąpił do Wyższej Szkoły Dowództwa Artylerii w Tbilisi, którą ukończył z wyróżnieniem w 1974 roku. Po ukończeniu szkoły został mianowany dowódcą samodzielnego batalionu artylerii przy Dalekowschodnim Okręgu Wojskowym i sprawował tę funkcję do 1982 roku.

## Służba wojskowa

### Armia Radziecka
W latach 1982–1985 studiował w Kalinińskiej Akademii Wojskowej Artylerii w Leningradzie. Następnie został mianowany szefem Sztabu Wojsk Rakietowych i Artylerii Dywizji Pancernej Białoruskiego Okręgu Wojskowego. Był szefem sztabu sił rakietowych i artylerii 5 Gwardyjskiej Zmotoryzowanej Dywizji Strzeleckiej 40 Armii w Afganistanie od 1987 do lutego 1989 roku. Za służbę w czasie radzieckiej interwencji w Afganistanie został uhonorowany Orderem „Za służbę Ojczyźnie w Siłach Zbrojnych ZSRR”, dwoma Orderami Czerwonej Gwiazdy i afgańskim Orderem Gwiazdy 2. stopnia.

### Siły Zbrojne Republiki Armenii

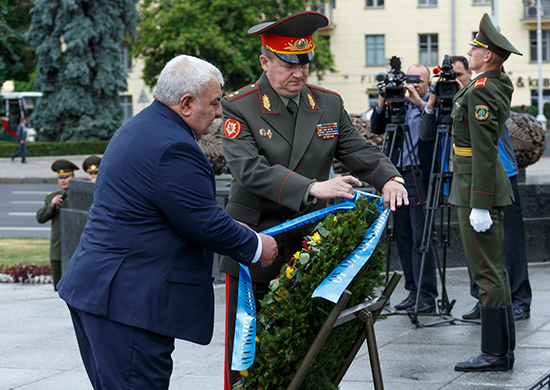
Chaczaturow składający wieniec z białoruskim ministrem obrony Andrejem Raukouem

Po odbyciu służby w Afganistanie w październiku 1989 roku Chaczaturow został mianowany dowódcą brygady artyleryjskiej Białoruskiego Okręgu Wojskowego. Po upadku Związku Radzieckiego do Ministerstwa Obrony Armenii został skierowany specjalny dekret Ministerstwa Obrony Białorusi dotyczący jego zasług, a w kwietniu 1992 roku został on mianowany dowódcą armeńskiego 2 Zmechanizowanego Pułku Piechoty. Brał udział w działaniach bojowych w czasie wojny o Górski Karabach i aktywnie uczestniczył w obronie granicy państwowej.
We wrześniu 1992 roku został dowódcą armeńskiej Straży Granicznej. Był jednym z inicjatorów powstania Pułku Piechoty Goris, Brygady Zmotoryzowanej Tawusz oraz 1 i 4 Korpusu Armijnego. Zajmował również stanowisko dowódcy obszarów operacyjnych i zastępcy szefa Sztabu Generalnego Sił Zbrojnych Republiki Armenii.
W 1995 roku dekretem prezydenta Armenii Lewona Ter-Petrosjana został awansowany na stopień generała majora. W 2000 roku awansował do stopnia generała porucznika, a 15 kwietnia 2008 roku generała pułkownika. 21 marca 2000 roku objął urząd wiceministra obrony Armenii. W kwietniu 2008 roku, tuż po tym, jak Serż Sarkisjan został prezydentem Armenii, został mianowany szefem Sztabu Generalnego Sił Zbrojnych Armenii. Na tym stanowisku dowodził Paradą Niepodległości w 2011 roku na Placu Republiki w Erywaniu z okazji 20. rocznicy odzyskania niepodległości przez Armenię. Urząd Szefa Sztabu Generalnego sprawował do października 2016 roku, również podczas kwietniowych walk z Azerami, po czym został przeniesiony do rezerwy.

### Sekretarz generalny OUBZ i aresztowanie
14 kwietnia 2017 roku został mianowany sekretarzem generalnym Organizacji Układu o Bezpieczeństwie Zbiorowym. Sprawując tę funkcję, 26 lipca 2018 roku został oskarżony o obalenie porządku konstytucyjnego podczas swoich działań jako dowódca garnizonu Erywań w dniach 1–2 marca 2008 roku; wtedy to miały miejsce wystąpienia opozycji pod przewodnictwem Lewona Ter-Petrosjana, który zarzucił władzom fałszowanie wyników wyborów prezydenckich, przeprowadzonych w lutym tego roku. Dzień później Chaczaturow został zwolniony z aresztu za kaucją w wysokości 10 000 dolarów, podczas gdy Armenia zwróciła się do OUBZ z wnioskiem o zwolnienie go ze stanowiska sekretarza generalnego organizacji. Chaczaturow oficjalnie przestał pełnić ten urząd 2 listopada 2018 roku.

## Życie osobiste
Jest żonaty i ma trzech synów. Jeden z nich, Grigorij, jest generałem dywizji w armii armeńskiej, służąc obecnie jako dowódca 3 Korpusu Armijnego w Wanadzor. Oprócz ojczystego języka ormiańskiego, Chaczaturow biegle włada również rosyjskim.